# イソラムネチン
イソラムネチン（isorhamnetin）は、O-メチル化フラボノールに分類される化学物質である。ケルセチンの3'位の水酸基(-OH)をメトキシ基に置換した構造となっている。ガマやメキシコおよび中央アメリカの幻覚植物であるニオイマンジュギクに含まれている。

## 代謝酵素
クェルセチン 3-O-メチルトランスフェラーゼ
S-アデノシル-L-メチオニンとクェルセチンを基質として、S-アデノシル-L-ホモシステインとイソラムネチンを生成する。
3-メチルクェルセチン 7-O-メチルトランスフェラーゼ
S-アデノシル-L-メチオニンとイソラムネチンを基質として、S-アデノシル-L-ホモシステインとラムナジンを生成する。

## 配糖体
- イソラムネチン-3-O-ルチノシド-7-O-グルコシド
- イソラムネチン-3-O-ルチノシド-4'-O-グルコシド